# John DeWitt (Leichtathlet)

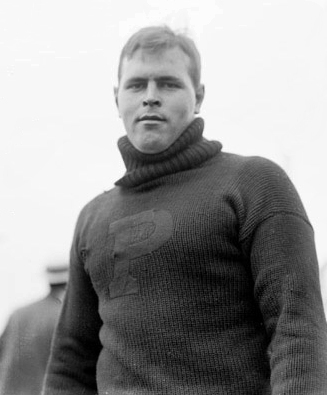
John DeWitt (1904)

John DeWitt (John Riegel DeWitt; * 29. Oktober 1881 in Phillipsburg, New Jersey; † 28. Juli 1930 in New York, NY) war ein US-amerikanischer Hammerwerfer und Football-Spieler.
Er gewann die IC4A, die amerikanischen Hochschulmeisterschaften, im Hammerwurf zwischen 1901 und 1904 viermal in Folge und gewann in dieser Disziplin bei den Olympischen Spielen 1904 in St. Louis die Silbermedaille.
Als Football-Spieler war DeWitt von 1901 bis 1903 für das Team der Princeton University aktiv. 1902 und 1903 wurde er in das All American Football Team gewählt. 1954 wurde er in die College Football Hall Of Fame aufgenommen.